# Panku Ponk
Panku Ponk (яп. パンク・ポンク панку понку) — комедийная японская манга для детей, созданная
Харуко Татири (яп. たちいり ハルコ Тати:ри Харуко). Публикация началась в декабре 1976 года в журнале издательства Shogakukan Shougaku Sannensei (яп. 小学三年生, «Третий класс начальной школы»); когда персонаж повзрослел, манга была перенесена в Shougaku Yonnensei (яп. 小学四年生, «Четвертый класс начальной школы»), затем в Shougaku Gonensei (яп. 小学五年生, «Пятый класс начальной школы»), наконец, в сёдзё-журнал Hop и завершилась в 1991 году. Главы были короткими, обычно не более четырех страниц на главу, а позднее были изданы в 12 танкобонах под импринтом «Ladybird Comics» компании Shogakukan.
По мотивам манги были выпущены два сиквела, Panku Ponkuserekushon (яп. パンク・ポンクセレクション) в двух томах, и Panku Ponk: Color Version (яп. カラー版パンク・ポンク караа бан панку понку). В 1984 Panku Ponk получила премию манги Shogakukan в категории «манга для детей». В США лицензирована Studio Ironcat.

## Персонажи
Панку-понк (яп. パンク・ポンク) — главный герой, кролик. Питомец Бонни.
Бонни (яп. ボニー бони:) — ученица начальной школы, с любовью к бою. Имеет привычку перекусывать между приемами пищи, что вредит её пищеварению.
Марк (яп. マーク ма:ку) — талантливый изобретатель и парень Бонни.
Хани (яп. ハニー хани:) — мать Бонни, домохозяйка.
Тони (яп. トニー тони:) — отец Бонни, старший сотрудник почтового отделения и заядлый курильщик.
Тямо (яп. チャーモ тя:мо) — гигантский хомяк.
Гонибуриину-тян (яп. ゴキブリーヌちゃん) — девушка Тямо. Хочет быть парикмахером.
Доктор Мамбо (яп. ドクトルマンボ докутору Мамбо) — владелец педиатрической больницы. Получил прозвище за любовь к танцу мамбо.